# مارسیا کابریتا
مارسیا مارتینز آلوز (زاده ۲۰ ژانویه ۱۹۶۴ – درگذشته ۱۰ نوامبر ۲۰۱۷) که با نام حرفه‌ای مارکیا کابریتا شناخته می‌شود، بازیگر برزیلی سینما، تلویزیون و تئاتر بود که بیشتر به خاطر نقش‌های کمدی‌اش شناخته می‌شود. مارسیا مارتینس آلوز در ۲۰ ژانویه ۱۹۶۴ در نیتروی در خانواده ای پرتغالی متولد شد. او اولین حضور خود را در تلویزیون در سال ۱۹۹۲ در مینی سریال شبکه رده گلوبو با نام عروس‌های کوپاکابانا انجام داد. 

## زندگی شخصی
کابریتا در سال ۲۰۰۰ با ریکاردو پارنته که یک روانکاو بود ازدواج کرد و از او صاحب یک دختر به نام مانوئلا شد. این زوج در سال ۲۰۰۴ طلاق گرفتند.

## فیلم‌شناسی
| سال             | عنوان              | نقش            |
| --------------- | ------------------ | -------------- |
| ۱۹۹۰            | کلانتری زنان       |                |
| ۱۹۹۲            | عروس‌های کوپاکابانا | آدلاید         |
| ۱۹۹۳–۹۵         | Os Trapalhões      | شخصیت‌های مختلف |
| ۱۹۹۷–۲۰۰۰، ۲۰۱۳ | سای دی بایکسو      | نیده آپارسیدا  |
| ۲۰۰۱            | براوا جنته         | دوناریا        |
| ۲۰۰۲            | دزیوس دی مولر      | جوولینا        |
| ۲۰۰۳            | سایت پیکاپو زرد    | دولسه          |
| ۲۰۰۵            | تحت جهت جدید       | دورا           |
| ۲۰۰۵            | سایت پیکاپو زرد    | استلیتا        |
| ۲۰۰۶            | سایت پیکاپو زرد    | کاکا (کوکا)    |